# Allan Bloom

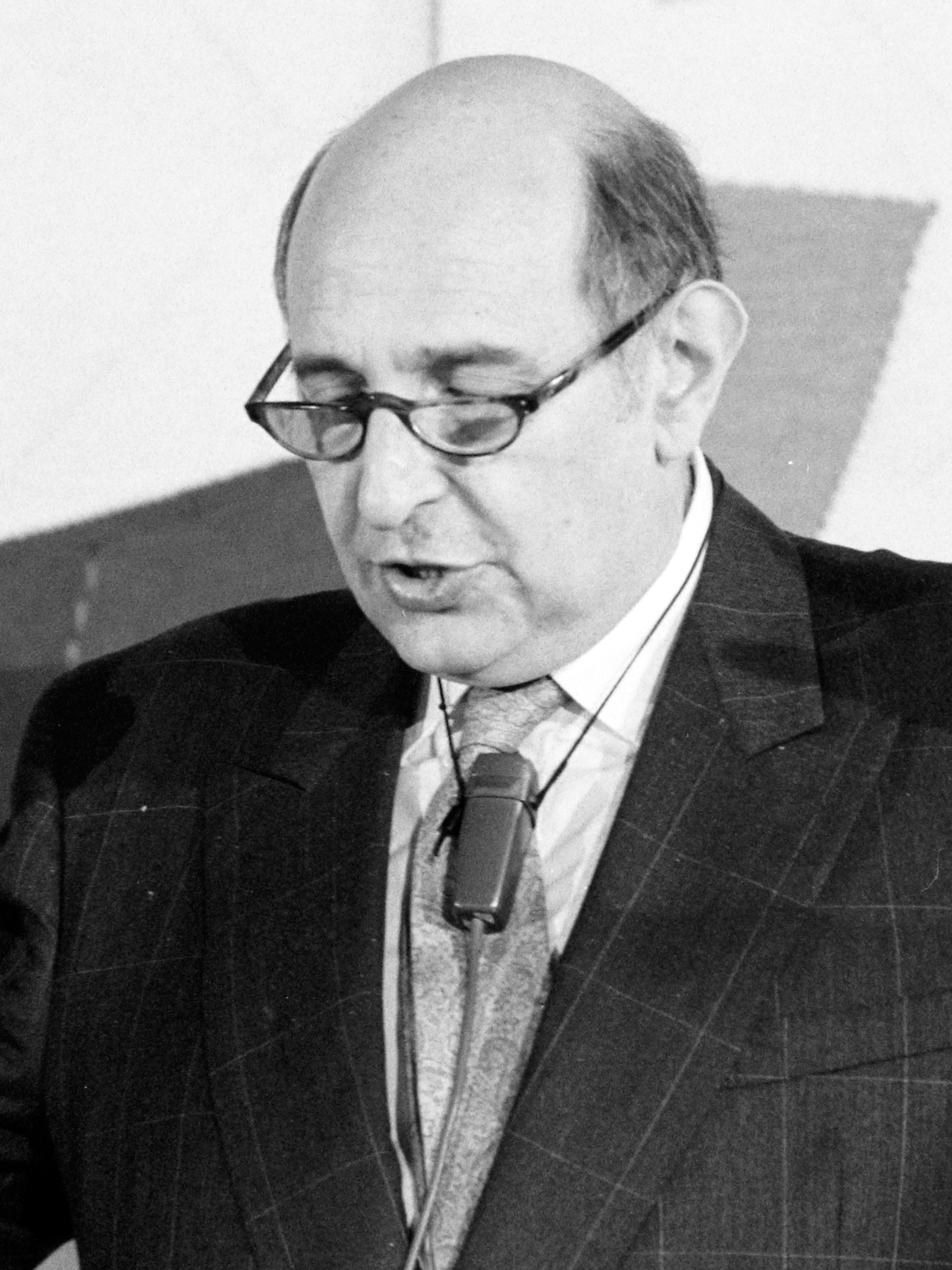
Allan David Bloom

Allan David Bloom (* 14. September 1930 in Indianapolis; † 7. Oktober 1992 in Chicago) war ein US-amerikanischer Philosoph und Professor.
Bloom wurde bekannt durch seine politisch-philosophische Kulturkritik The Closing of the American Mind (1987, deutsch 1988: Der Niedergang des amerikanischen Geistes). Bloom zählt zu den bedeutendsten Schülern des deutschamerikanischen Philosophen Leo Strauss. Zwar wurde The Closing of the American Mind in den Vereinigten Staaten ein Bestseller, aber in Deutschland sind Blooms Werke weitgehend unbekannt. Sein Schüler Francis Fukuyama wurde dagegen in deutschen Feuilletons stärker wahrgenommen, insbesondere dessen Werk über ein vermeintliches „Ende der Geschichte“ (1992) wurde kontrovers diskutiert.
Bloom entwickelte seine Gedanken ausgehend von Platon, Jean-Jacques Rousseau, Friedrich Nietzsche und Leo Strauss. Sein Werk übte starken Einfluss auf die neokonservative Denkrichtung in den USA aus.

## Jugend und Bildung
Allan Bloom war das einzige Kind seiner Eltern, die beide in der Sozialarbeit tätig waren. Im Alter von fünfzehn Jahren schrieb sich Bloom an der University of Chicago ein, die damals ein Programm für die frühe Zulassung besonders begabter Schüler hatte. Damit begann seine lebenslange Leidenschaft für das Konzept einer Universität.
Im Vorwort zu Giants and Dwarfs, einem Sammelband seiner von 1960 bis 1990 veröffentlichten Essays, sagt Bloom, dass seine Erziehung mit Freud begann und mit Platon endete. Das Thema dieser Erziehung war Selbsterkenntnis, ein Ziel, das für einen Jugendlichen aus dem Mittleren Westen unvorstellbar schien, wie Bloom später anmerkte. Bloom rechnete es Leo Strauss hoch an, dass er ihm diese Bestrebungen ermöglichte.

## Akademische Karriere
Allan Bloom promovierte (Ph.D.) 1955 an der University of Chicago beim Committee on Social Thought. Er studierte und lehrte in Paris (1953–55) und Deutschland (1957). Nach seiner Rückkehr in die USA war er zusammen mit seinem Freund Werner J. Dannhauser, dem Autor von Nietzsche's View of Socrates, an der Universität von Chicago in der Erwachsenenbildung tätig. Später lehrte er an der Yale University, Cornell University, Universität Tel Aviv und an der University of Toronto, bevor er wieder an die University of Chicago zurückkehrte.
1963, während seiner Zeit als Professor an der Cornell University, arbeitete Bloom auch für die Fakultät der Telluride Association. So hatte Bloom möglicherweise Einfluss auf einige Bewohner des Telluride Houses, darunter auch Paul Wolfowitz, einen der Mitbegründer sowohl des Project for the New American Century als auch des New Citizenship Project.
Nach seiner Rückkehr nach Chicago begegnete er dem Literatur-Nobelpreisträger Saul Bellow und gab mit ihm gemeinsam Unterricht. Bellow schrieb das Vorwort zu The Closing of the American Mind, dem Buch, das Bloom berühmt und wohlhabend machte, und verewigte den inzwischen verstorbenen Freund in dem Roman Ravelstein, in dem auch Blooms Lehrer, Leo Strauss, als Felix Davarr auftaucht. Der Protagonist Ravelstein ähnelt Bloom in vielen Eigenschaften und ist, ebenso wie dieser, homosexuell.
Blooms letztes Werk war Love and Friendship. Es ist ungeklärt, ob er an AIDS starb.

## Philosophie und Werke
Blooms Werke können unterteilt werden in akademische Abhandlungen (z. B. The Republic of Plato), die an ein geisteswissenschaftliches Publikum gerichtet sind, und politische Werke (z. B. The Closing of the American Mind), die an ein Allgemeinpublikum gerichtet sind. Oberflächlich gesehen, ist diese Unterscheidung stimmig, eine nähere Betrachtung lässt jedoch eine Verbindung beider Typen erkennen, die seine Sicht der Philosophie und der Rolle des Philosophen im politischen Leben reflektieren.

### The Republic of Plato
1968 veröffentlichte Bloom sein bedeutendstes übersetzerisches Werk, eine englische Neuübersetzung und Interpretation der Politeia von Platon. Nach Ansicht Blooms waren die vorangegangenen Übersetzungen mangelhaft. Er versuchte als Vermittler zwischen den von ihm übersetzten und interpretierten Texten und dem Leser zu wirken. Diesem Ansatz folgte er auch bei seiner Übersetzung von Rousseaus Émile oder über die Erziehung während seiner Professur an der University of Toronto. Im Hinblick auf die Politeia war Bloom bestrebt, die Übersetzungen und philosophischen Interpretationen vom Einfluss des Christlichen Platonismus zu befreien. Bis in das späte 20. Jahrhundert folgten viele englischsprachige Platoniker einer Tradition, die christliche Theologie mit der Lehre Platons vermischte. Seine wortgetreue Übersetzung ist umstritten.

### The Closing of the American Mind
Sein Hauptwerk The Closing of the American Mind ist ein massiver Angriff auf die zeitgenössische Universität, die ihre Studenten im Stich lasse. Auch die Analytische Philosophie wird von Bloom missbilligt: Professoren dieser Schulen wollten und konnten einfach nicht über irgendetwas von Bedeutung sprechen, und auch ihr persönliches Beispiel stellte für die Studenten keine philosophische Lebensweise dar. Ein großer Teil von Blooms Kritik richtet sich gegen die Abwertung des westlichen Literaturkanons (Great Books of Western Thought) als Quelle der Weisheit.
Blooms Kritik geht jedoch über den universitären Raum hinaus und behandelt auch die allgemeine Krise der US-amerikanischen Gesellschaft. In The Closing of the American Mind zieht er Parallelen zwischen der historischen Entwicklung der Vereinigten Staaten und der Weimarer Republik. Die moderne liberale Philosophie, verehrt im aufklärerischen Gedanken von John Locke, dass eine gerechte Gesellschaft im Sinne Platons allein auf Eigennutz aufgebaut sein könne, gepaart mit dem Auftreten des Relativismus im US-amerikanischen Denken, habe zu dieser Krise geführt. Aus Sicht Blooms entstand dadurch eine seelische Leere bei den US-Amerikanern, die durch „demagogische Radikale“, wie zum Beispiel die Studentenführer der 1960er Jahre, besetzt werden konnte. Dies entspreche der Leere, die in der Weimarer Republik geherrscht habe, die von nationalsozialistischen Aktivisten wie der SA besetzt wurde. Dies sei deshalb möglich gewesen, weil an die Stelle einer aufklärerischen Philosophie der reinen Gedankenfreiheit eine Pseudo-Philosophie bzw. Ideologie getreten sei. So habe heute der Relativismus als Merkmal der liberalen Philosophie die Platonisch-Sokratische Lehre unterminiert – dadurch sei der westliche Literaturkanon zu weitschweifigem Gerede von toten weißen Männern verkommen, anstatt als leuchtende Quelle, die zu den höchsten Errungenschaften führe, zu gelten.
Die Kraft von Blooms Kritik der zeitgenössischen sozialen Bewegungen an den Universitäten und in der Gesamtgesellschaft rührt von seiner philosophischen Ausrichtung. Das Versagen der zeitgenössischen liberalen Erziehung führe zu den sozialen und sexuellen Verhaltensweisen der modernen Studierenden und zu deren Unfähigkeit, ihr Leben jenseits der als Erfolg geltenden profanen Angebote zu gestalten. Die Verfolgung kommerzieller Ziele habe eine höhere Wertschätzung in der Gesellschaft erlangt als die philosophische Suche nach der Wahrheit oder das zivilisierte Streben nach Ehre und Ruhm.

## Zitate
„Die Moderne hat eine Auffassung vom Menschen, in dem die Seele ausgegliedert wird. Sie gehört nicht länger zur Natur, sondern eher zu einer Art Mythos, zur Dichtung und gilt somit als unseriös und unwissenschaftlich. Sie ist im modernen Menschen nicht erkennbar. Dieselbe Auffassung, die zum Rechtspositivismus führt, zur Auffassung, dass es kein übergesetzliches Recht oder gesetzliches Unrecht geben könne, genau dieselbe Auffassung wirkt in der Wissenschaft weiter und macht aus dem Menschen eine Art Minimalprogramm.“

“Law may prescribe that the male nipples be made equal to the female ones, but they still will not give milk.”

„Das Gesetz mag vorschreiben, dass männliche Brustwarzen mit den weiblichen Brustwarzen gleichberechtigt seien, aber sie werden dennoch keine Milch geben.“

## Wichtigste Lebensstationen
- 1955: Ph.D., The Political Philosophy of Isocrates bei David Grene, Altphilologe
- 1957: Aufenthalt in Deutschland (Heidelberg)
- 1962: Assistant Professor, Department of Political Science, Yale University
- 1963: Cornell University (-1969)
- 1968: Visiting Professor, Department of American Studies, University of Paris (Vincennes)
- 1969: Visiting Professor, Department of Political Science, University of Tel Aviv
- 1970: Prof. Department of Political Science, University of Toronto (1970–79)
- 1979: Professor, Committee on Social Thought and the College, University of Chicago (1979–1992)
- 1983: Co-Director, John M. Olin Center for Inquiry into the Theory and Practice of Democracy (1983–1992)

## Werke

### Monografien
- Shakespeare on Love & Friendship (2000) (Nachdruck eines Ausschnitts von Love & Friendship).
- Love & Friendship (1993)
- Giants and Dwarfs: Essays, 1960–1990. (1990)
- The Closing of the American Mind (1987), dt.: Der Niedergang des amerikanischen Geistes (1988)
- Shakespeare's Politics. (1981) (mit Harry V. Jaffa)

### Herausgeberschaften
- Plato's Symposium: a translation by Seth Benardete with commentaries by Allan Bloom and Seth Benardete. (2001) (mit Seth Benardete)
- Confronting the Constitution. (1990)
- Kojève: Introduction to the reading of Hegel. herausgegeben von Allan Bloom, übersetzt von James H. Nichols Jr. (1969)
- Republic of Plato. Übersetzung mit Anmerkungen und ein interpretierender Essay (1968), (2. Auflage 1991)
- Letter to D'Alembert and writings for the theater. (Bearbeitet und übersetzt von Allan Bloom, Charles E. Butterworth und Christopher Kelly) (1968)